# Monte Muffler Jack
El monte Muffler Jack (en inglés: Mount Muffler Jack) es una elevación de 542 m s. n. m. ubicado al noreste de la isla Gran Malvina, en las Islas Malvinas. Se localiza al noroeste de las montañas Hornby, a la altura del puerto Mitre. Cerca de esta elevación se localiza el monte Robinson y es donde nace el río Warrah.